# Stazione di Maddalene
La stazione di Maddalene è una stazione ferroviaria posta sulla linea Fossano-Cuneo. È disabilitata al servizio viaggiatori, ma è abilitata al movimento. Serviva il centro abitato di Maddalene, frazione del comune di Fossano.
Proprio come la stazione di San Benigno di Cuneo sulla stessa linea, i treni tendono a transitare senza fermarsi. Tuttavia, in rare occasioni, è possibile assistere a precedenze o incroci, specialmente quando per ragioni di orario o ritardi significativi, non è possibile eseguirli presso la stazione di Centallo.